# Je vous ferai aimer la vie
Pour plus de détails, voir Fiche technique et Distribution.
Je vous ferai aimer la vie est un film français de Serge Korber sorti en 1979.

## Synopsis
Anielle (Marie Dubois) élève seule Olivier, son fils de 17 ans. Il est victime d'un grave accident de moto, et le docteur Soltier (Julien Guiomar) intervient. Mais Olivier ne supporte pas l'opération, et se pose alors la question du don d'organes. 

## Fiche technique
- Titre original : Je vous ferai aimer la vie
- Réalisation : Serge Korber
- Scénario : Jean-Jacques Tarbès, Vahé Katcha
- Musique : Michel Legrand
- Image : Jean-Jacques Tarbès
- Montage : Marie-Claire Korber
- Société de production : Les Films du Quatuor
- Société de distribution : Silènes Distribution
- Rushes : Laboratoires GTC
- Genre : Film dramatique, romance
- Durée : 100 minutes
- Date de sortie : 
  - France : 31 janvier 1979
- Format : Couleur
- Pays de production : France
- Langue : français
- Lieux de tournage : Studios de Boulogne-Billancourt et Paris (Hôpital Ambroise Paré)[1]
- Visa d'exploitation no 49784

## Distribution
- Marie Dubois : Anielle Doucet, la mère d'Olivier
- Julien Guiomar : le docteur Pierre Soltier, un chirurgien
- Jean-Claude Massoulier : le docteur Jacques Méran
- Micheline Luccioni : Madame Kolb, l'infirmière
- Stéphane Garcin : Olivier Doucet, 17 ans, le fils d'Anielle
- Catherine Mongodin : Laurence, la petite amie d'Olivier
- Jean-Yves Gautier : Tortelier
- Denis Dahan : Gérard
- Vava : Chloé
- Patrick Préjean : Philippe, l'automobiliste
- Henri Attal : un employé du garage
- Alexandra Warnery :
- Johnny Wessler :
- Rosine Young :
- Marc Lebel :
- Sylvie Lenoir :
- Tiphaine Leroux :
- Raymond Loyer :
- Rita Maiden :
- Rebecca Potok :
- Francine Roussel :
- Yvon Sarray :
- Gilbert Servien :
- Jean-Pierre Vaguer :
- Pierre Baton :
- Emmanuelle Brunschwig :
- Cerise[2]
- Madeleine Damien :
- Pierre Danny :
- Marc de Jonge :
- Nicole Desailly :
- Jacqueline Doyen :
- Bernard Dumaine :
- Max Elisée :
- Luc Florian :
- Michel Fortin :
- Sébastien Foure :
- Jean-Paul Franky :
- David Gabison :
- Carole Grove :
- Christine Hermann :
- Denis Héraud :